# ویتمار
ویتمار (به آلمانی: Wittmar) یک شهر در آلمان است که در Wolfenbüttel واقع شده‌است. ویتمار ۱٬۳۵۳ نفر جمعیت دارد.